# Fejérváry Ervin
Fejérváry Ervin (Budapest, 1879. május 29. – Budapest, 1959. augusztus 7.) biztosításügyi szakértő, kormányfőtanácsos, lapszerkesztő, Fejérváry Erzsi unokabátyja.

## Élete
Fejérváry Frigyes (1848–1910) jogász, újságíró és Friedrich Laura (1851–1918) gyermekeként született zsidó családban. 1896-ban a Foncière Biztosító Intézetnél kezdte pályáját. Időközben megszervezte az Országos Központi Hitelszövetkezet biztosítási osztályát, s 1911-től a Foncièrenél cégvezetői minőségben, 1921-től pedig aligazgatóként dolgozott. 1923 végén tízéves szerződéssel meghívták az Anker Biztosító Társaság magyarországi intézetének élére, s mint az intézmény vezérigazgatója, újjászervezte a társaságot. Két és fél évvel később elbocsátották állásából. 1927 decemberében a Magyar-Francia Biztosító Részvénytársaság kinevezte igazgatójává. 1909–10-ben társszerkesztője volt a Hétről Hétre című hetilapnak, 1931-től 1939-ig pedig a Biztosítási Közlöny szerkesztője és tulajdonosa volt. 1924-ben a közhasznú érdemes tevékenysége elismeréséül megkapta a kormányfőtanácsosi címet.
Felesége Dornai (Deutsch) Angyalka Gabriella (1885–1939) volt, Deutsch Dávid és Oblat Lujza lánya, akit 1916. október 12-én Budapesten, a Ferencvárosban vett nőül.